# Antonio Cesti
Antonio Cesti eller Antonio Pietro Cesti, född 5 augusti 1623 i Arezzo, död 14 oktober 1669 i Florens, var en italiensk franciskanmunk och präst, samt kompositör.

## Biografi
Cesti var med i gosskören i Arezzos katedral och Santa Maria della Pieve, inträdde 1637 i franciskanorden, studerade i Florens och Rom, för att sedan få tjänst som organist i Volterra och Florens. Han prästvigdes omkring år 1647, efter att han fått titeln magister musices.
Cesti blev kapellmästare i Florens 1646, påvlig sångare i Rom 1660, vice kapellmästare i Wien 1666, och direktör för körverk och kammarmusik hos ärkehertigen av Innsbruck. 
Cesti skrev omkring 55 kantater och satte upp åtminstone elva operor (bland andra Orontea, La Dori, Il pomo d'oro) framförallt i Wien och Innsbruck, där han stod i förbindelse med ärkehertig Ferdinand Karl av Innsbruck. Många kantater är skrivna för två röster. Han samarbetade ofta med librettister och poeter som Salvator Rosa och Giovanni Filippo Apolloni. Han överförde på operan de former och erfarenheter, som Giacomo Carissimi och han själv vunnit på kantatens område, och verkade fortbildande på utvecklingen av både recitativet och företrädesvis arian, som av honom fick tydligare delning och fastare form. Han uppträdde ibland själv som tenor i sina operor.